# 21 janvier 1921

## Naissances
- Johnny Quilty (mort le 12 septembre 1969), joueur de hockey canadien
- Andreas Ostler (mort le 24 novembre 1988), bobeur ouest-allemand
- John Doucette (mort le 16 août 1994), acteur américain
- André Hodeir (mort le 1er novembre 2011), violoniste, compositeur, arrangeur, musicologue et écrivain français.
- Valentin Iejov (mort le 8 mai 2004), scénariste russe
- Jacques Leenaert (mort le 18 mars 2004), footballeur français
- Jean Morellon (mort le 30 janvier 2013), homme politique français
- Eugenio Corti (mort le 4 février 2014), écrivain et essayiste italien
- Charles Eric Maine (mort le 30 novembre 1981), écrivain britannique
- Robert de La Croix (mort en 1987), romancier et poète, producteur d'émissions de radio et de télévision et officier de marine [1]

## Décès
- Arthur Lewis Sifton (né le 26 octobre 1858), homme politique canadien
- François Boissy d'Anglas (1846-1921) (né le 19 février 1846), homme politique français
- George W. Fithian (né le 4 juillet 1854), homme politique américain

## Autres événements
- Création de la comédie en quatre actes de Sacha Guitry : Le Comédien au théâtre Édouard VII
- Fondation du club Deportivo Alavés
- Fondation du Parti communiste d'Italie (rebaptisé Parti communiste italien en 1943)
- Constitution du Dáil Éireann au sein de la République irlandaise
- Première à New York du film Le Kid